# Trinexapac
Trinexapac (ISO-benaming) is een plantengroeiregelaar. Het is een organisch zuur. Indien het als ester of zout gebruikt wordt, dient dit in de naamgeving vermeld, bijvoorbeeld: trinexapac-ethyl (CAS-nummer 95266-40-3). Deze ethylester is de gebruikelijke vorm van trinexapac in commerciële formuleringen. 

## Werking
Zowel trinexapac als diens ethylester zijn synthetische stoffen die de biosynthese van gibberellines verstoort. De stof wordt opgenomen door de bladeren en scheuten. Ze verhindert dat de planten te groot worden door de stengels dikker en korter te houden. 

## Producten
Trinexapac werd ontwikkeld door Novartis Crop Protection, dat later in Syngenta opging. Producten van Syngenta met trinexapac-ethyl zijn Moddus, een "halmversteviger" voor granen, koolzaad en raaigras, en Primo Maxx, een groeiremmer voor gras op golfbanen, sportvelden en dergelijke. De groei van het gras wordt vertraagd en er moet minder vaak gemaaid worden. 

## Regelgeving
Trinexapac en trinexapac-ethyl zijn toegelaten in de Europese Unie. Ze zijn sedert 1 mei 2007 opgenomen in de lijst van toegelaten gewasbeschermingsmiddelen, voor een termijn van 10 jaar.